# Johnny B. Goode
„Johnny B. Goode” – piosenka autorstwa Chucka Berry’ego.
Berry napisał utwór w 1955 roku, a następnie wydał w 1958. Jest to rock and rollowa piosenka przedstawiająca ziszczenie się amerykańskiego snu; biedny chłopak ze wsi staje się gwiazdą dzięki ciężkiej pracy oraz umiejętności gry na gitarze. Chociaż utwór jest częściowo autobiograficzny, inspiracją miał być Johnnie Johnson, pianista oraz współtwórca piosenek Berry’ego, którego uważa za osobę mającą największy wkład w jego wyjątkowe brzmienie. Na wcześniejszych, niewydanych wersjach piosenki Chuck śpiewa „colored boy” zamiast „country boy”, jednak szefowie Chess Records stwierdzili, że ta wersja się nie sprzeda. W nawiązaniu do miejsca urodzenia Berry nazwał bohatera piosenki Goode. Urodził się bowiem na Goode Avenue w St. Louis.
Fonetycznie „Johnny B. Goode” odpowiada zwrotowi „Johnny, be good”, czyli „Johnny, bądź dobry” – dobry zarówno w znaczeniu „miły, grzeczny, kulturalny itd.”, ale także „świetny, mający duże umiejętności”.
Później Berry napisał sequel piosenki nazwany „Bye Bye Johnny”. Jego instrumentalny utwór „Concerto in B. Goode” jest rozszerzoną instrumentalną eksploracją „stylu Chucka Berry’ego”.
Utwór wykonywany przez Berry’ego został nagrany na płytę Voyager Golden Record, która została dołączona do sondy Voyager jako reprezentant rock and rolla wśród innych kulturalnych osiągnięć ludzkości. Piosenka wykorzystuje sample z utworu „Ain't That Just Like a Woman” w wykonaniu Louisa Jordana.
W 2004 utwór został sklasyfikowany na 7. miejscu listy 500 utworów wszech czasów magazynu Rolling Stone. W marcu 2005 roku, magazyn Q umieścił „Johnny B. Goode” na 42. miejscu listy 100 najlepszych utworów gitarowych. W piątek 30 maja 2008 roku został opublikowana lista „Najlepsze gitarowe utwory świata”  gdzie Johny B. Goode uzyskał pierwsze miejsce.
Magazyn  Rolling Stone napisał o tym utworze tak: „Co czyni gitarową piosenkę niezwykłą? Niesamowity riff, solo, tudzież jam, który porywa cię za każdym razem, kiedy go słyszysz. To, co kryje się za nutami rock-and-rolla, to pragnienie, wściekłość, rozpacz, a także radość czy euforia. Rock już od pół wieku jest głosem wolności i niezależności. Dźwięk gitary wciąż potrafi nas wyzwalać”.

## Covery
Utwór był później wykonywany przez wielu artystów, m.in.:
| - Azra - Alvin Stardust - AC/DC - Aerosmith - The Beatles - Buck Owens - Elton John - Elvis Presley - George Thorogood - Green Day - The Grateful Dead - Jimi Hendrix - Johnny Winter - Judas Priest - Proletaryat | - Motörhead - NOFX - Peter Tosh - Partibrejkers na albumie Partibrejkers (1985) pod tytułem „Stoj, Džoni” - Sex Pistols - Status Quo - Stray Cats - The Tornados - Jerry Lee Lewis - The Beach Boys - Willy Michl - Down Low - Festiwal Letnia zadyma w środku zimy - Złe Psy - Udo Lindenberg |

## Dodatkowe informacje
- Piosenkę wykorzystano w filmie Powrót do przyszłości. Marty McFly, grany przez Michaela J. Foxa, wykonuje ją na potańcówce w roku 1955. W tym samym czasie jeden z muzyków dzwoni do Chucka Berry’ego i przekazuje mu przez telefon „nowe brzmienia”, których miał poszukiwać.